# Șleahtă

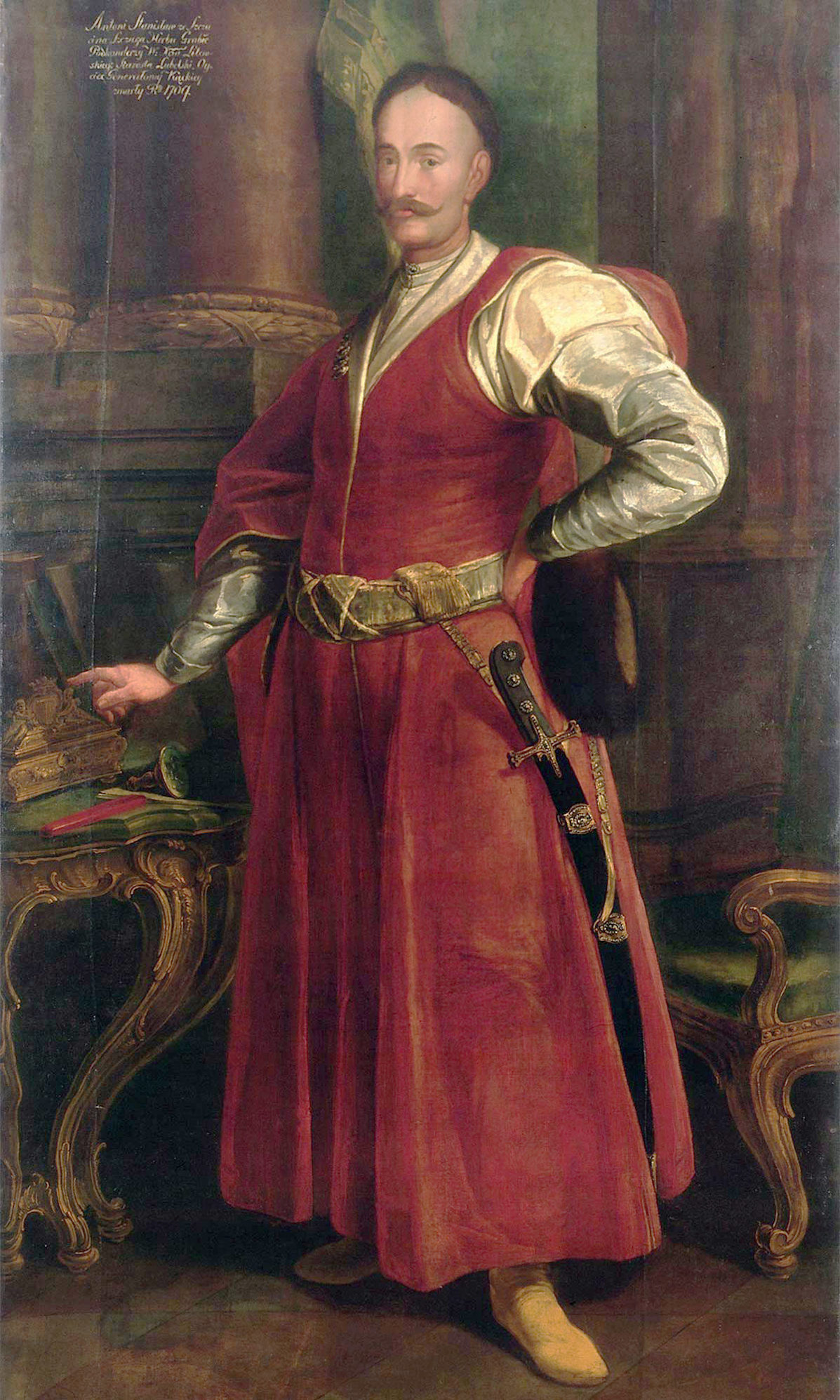
Szlachcic polonez

Șleahta (în poloneză: szlachta) era clasa socială a nobililor în Regatul Poloniei și în Marele Ducat al Lituaniei, (care au format Uniunea statală polono-lituaniană). Șleahta s-a format pe la sfârșitul evului mediu și a continuat să existe până în secolul al XIX-lea. Șleahticii erau în mod tradițional proprietarii principali ai pământurilor cultivabile, a marilor moșii cunoscute cu numele de folwark. Șleahticii se bucurau de privilegii importante fără egal în epocă, până la dispariția statului polono-lituanian la sfârșitul secolului al XVIII-lea. Clasa nobililor a fost în mod oficial abolită în timpul celei de-a doua republici poloneze de constituția din 1921. Totuși, continuă să existe pretențiile diferitelor persoane privind apartenența la șleahtă, atât în Polonia cât și în afara ei. 

## Istoria

### Etimologia
Cuvântul polonez „szlachta” poate fi tradus aproximativ prin cei cu sânge albastru, nobilime. Bărbatul aristocrat era numit „szlachcic”, iar femeia din aceeași clasă a nobililor era „szlachcianka”. Primii istorici polonezi considerau că numele clasei nobililor în limba poloneză ar fi venit de la numele strămoșului legendar Lech, menționat în scrierile poloneze și cehe. „Șleahta” ar fi trebuit să însemne „Lechitieni”, „bărbați din neamul lui Lech” (în poloneză, „z Lecha”), probabil denumind clasa războinicilor conducători din tribul Lech. În zilele noastre, ucrainienii îi denumesc pe polonezi „lachi”, în vreme ce turcii folosesc termenul „leh”. Altă teorie afirmă că „șleahtă” ar veni din germanul „Geschlecht” sau „slahta” („cămin, familie”), la fel ca multe alte cuvinte poloneze din domeniul nobiliar, (de exemplu, plonezul „rycerz” („cavaler”) este derivat din germanul „ritter”, iar polonezul „herb” („însemn heraldic”) este derivat din germanul „Erbe” („moștenire prin dreptul sângelui”)]
Pentru aristocrația poloneză mai pot fi folosite cuvinte precum polonezul „rycerz” - „cavaler” sau latinescul nobilis (plural: nobiles). Nobilii foarte puternici și bogați se numeau și magnați.

### Originile

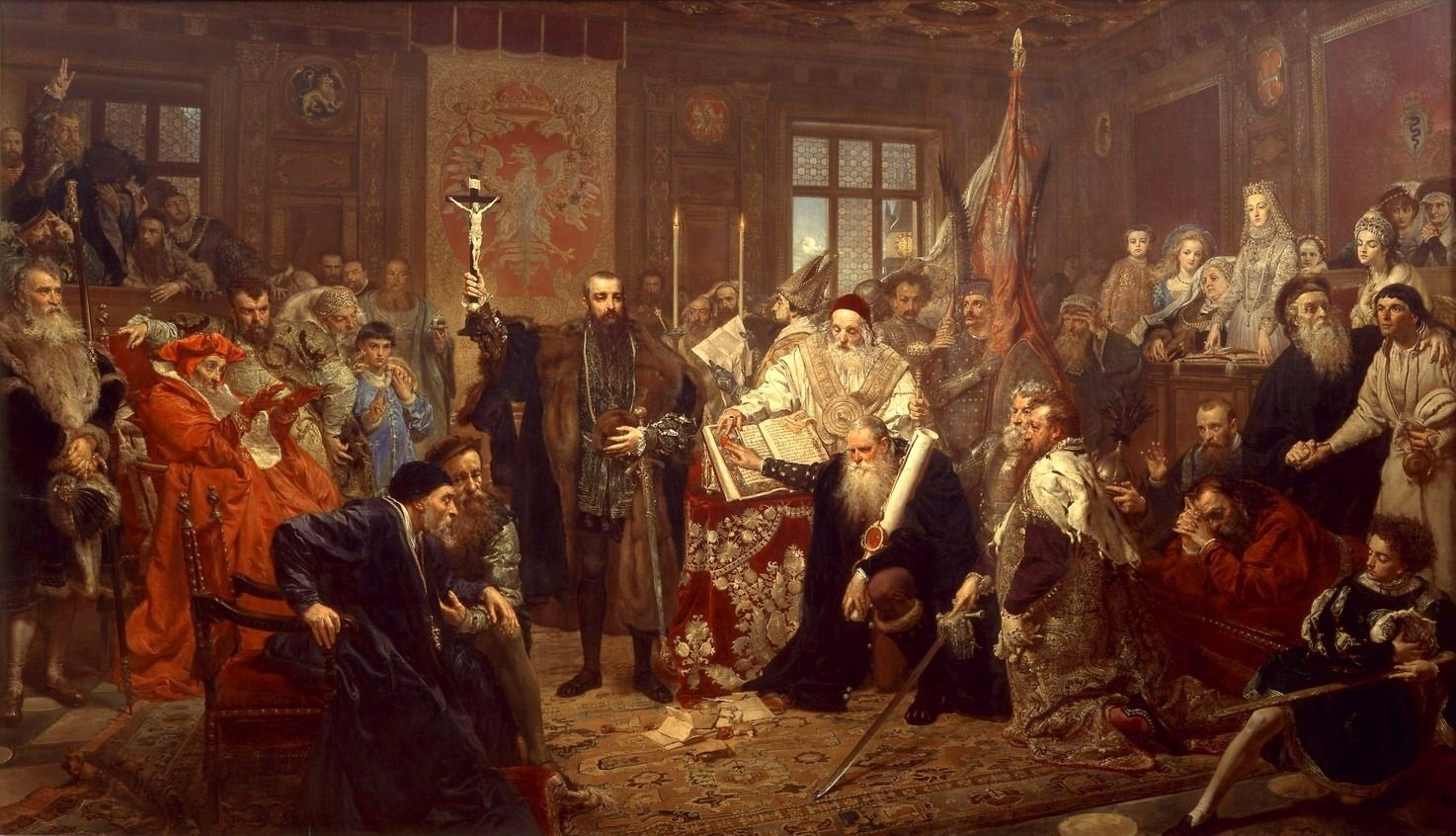
„Uniunea de la Lublin” (1569). Tablou de Jan Matejko, 1869, Muzeul Național, Varșovia.

Este posibil ca șleahta poloneză să fi fost clasa războinicilor slavi, care formau un grup distinct în rândul triburilor antice poloneze. Aceasta este doar o presupunere, deoarece există puține documente din perioada istoriei timpurii poloneze, a migrației triburilor slave în teritoriile locuite azi de polonezi. 
Prin secolul al XIV-lea, nu se făceau diferențe între cei numiți „rycerz” (cavaleri) și șleahtici. Membrii șlehtei aveau datoria personală apere țara (pospolite ruszenie), și de aceea au devenit clasa privilegiată a regatului polonez. 

### Cucerirea puterii de către șleahtă
Șleahtic era persoana care se născuse într-o familie nobiliară, fusese adoptat de o asemenea familie, (această posibilitate a dispărut în 1633), sau fusese înnobilat de rege sau Seim pentru diferite motive (vitejie în luptă, servicii deosebite aduse statului, etc – dar aceasta era cea mai rară cale de a ajunge la statutul de nobil). Mulți nobili erau de fapt niște uzurpatori de titluri, fiind doar țărani avuți sau negustori, care se mutaseră în alt colț al țării și pretindeau că sunt șleahtici. Sute de astfel de falși aristocrați au fost denunțați de către Walerian Nekanda Trepka în scrierea Liber generationis plebeanorium din prima jumătate a secolului al XVI-lea. Seimul a încercat pe parcursul existenței sale să rezolve prin intermediul a diferite decrete această problemă spinoasă, dar fără succes. 
Nobilimea poloneză se bucura de numeroase drepturi care nu erau accesibile aristocraților din alte țări și fiecare nou rege ales le oferea noi și noi privilegii. Aceste privilegii au devenit fundamentul pentru Libertatea de Aur. În ciuda faptului că țara era condusă de un rege, Polonia era considerată o republică nobiliară (Rzeczpospolita) datorită faptului că monarhul era ales de toți membrii nobilimii, Polonia fiind considerată ca proprietate a nobililor, nu a regelui sau a unei dinastii conducătoare. Această stare de lucruri a devenit posibilă în parte datorită dispariției liniei masculine a vechilor case domnitoare (la început Dinastia Piaștilor, mai apoi Dinastia Jagiellonilor), și a alegerii regelui dintre urmașii pe linie maternă a regilor. 

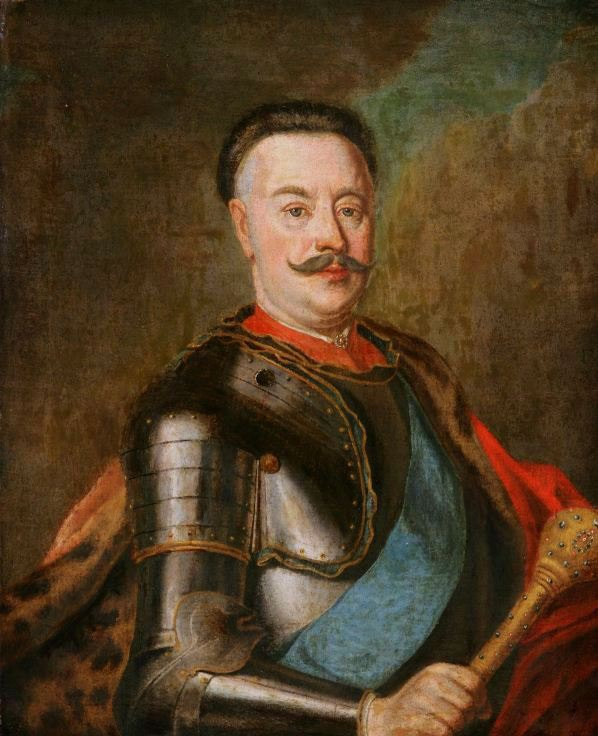
Jan Klemens Branicki, ținând în mână buława (buzduganul) de hatman.

Regii care s-au succedat pe tronul Respospolitei au oferit diferite privilegii nobilimii, privilegii specificate în așa numita pacta conventa, înțelegere convenită în momentul alegerii monarhului, în alte ocazii fiind privilegii oferite la schimb pentru acordarea permisiunii ad hoc de înființare a unei taxe extraordinare sau a unei acțiuni războinice (pospolite ruszenie).
În acest fel, nobilimea poloneză a acumulat numeroase privilegii și imunități: 
- În 1355, regele Cazimir al III-lea cel Mare a acordat primul privilegiu major pentru nobili, în schimbul acceptării de către șleahtici ca moștenitor al tronului, în condițiile lipsei unui urmaș de gen masculin al lui Cazimir, a lui regelui Ludovic I. Regele Cazimir a acceptat ca nobilii să nu mai plătească vreodată taxe extraordinare și să nu mai plătească din banii proprii pentru expedițiile militare din afara Poloniei. El a mai promis că în timpul călătoriilor curții regale, regele și însoțitorii săi își vor plăti toate cheltuielile, în loc să folosescă de ospitalitatea nobililor locali.

- În 1374, regele Ludovic I a aprobat Privilegiul de la Cașovia („przywilej koszycki” ori „ugoda koszycka”) pentru a garanta moștenirea tronului de către fiica sa, Hedviga. El a mărit numărul celor îndreptățiți să fie considerați nobili și a scutit întreaga șleahtă de la plata oricăroro taxe, cu excepția uneia, łanowy, limitată la 2 groși pentru fircare łan, (veche măsură poloneză de suprafață, 16,8 – 24,2 ha). În plus, dreptul regelui de a crește cuantumul taxelor a fost abolit, nici o taxă nouă nu putea fi înființată și nici o taxă veche nu putea fi mărită fără aprobarea nobililor. De asemenea, din acel moment, toate funcțiiile publice erau rezervate doar nobilimii locale, prin sus-numitele privilegii fiind stabilit ca regele să nu poată oferi posturi oficiale și castele importante cavalerilor străini. În plus, aceste privilegii îl obligau pe rege să plătească despăgubiri nobililor răniți sau căzuți în prizonierat în timpul războaielor din afara granițelot țării.

- În 1422, regele Vladislav al II-lea, prin Privilegiul de la Czerwińsk („przywilej czerwiński”) a stabilit inviolabilitatea proprietății nobiliare, (proprietatea șleahticilor nu putea fi confiscată decât după ce un tribunal își dădea acordul în această privință), și ceda anumite drepturi privind politica fiscală către Consiliul Regal, (mai târziu transformat în Senat), inclusiv dreptul de a bate monedă.

- În 1430, prin Privilegiile de la Jedlnia, confirmate la Cracovia în 1433 („przywileje jedlneńsko-krakowskie”), având parțial la bază Privilegiile de la Brześć Kujawski din 1425, regele Vladislav al II-lea a acordat nobililor garanții împotriva arestărilor arbitrare, asemănătoare celor din Habeas corpus al Magna Carta englezească, privilegii cunoscute cu numele latinesc „neminem captivabimus (nisi jure victim)”. Din acel moment, nici un nobil nu putea fi închis fără un mandat de la un tribunal competent. Regele nu putea să dispună după bunul plac arestarea sau trimiterea în închisoare a unui nobil. În schimb, regele primea garanția nobililor că tronul avea să fie moștenit de unul dintre fii săi, urmașul regelui urmând să fie obligat la rândul lui să respecte înțelegerea de la Jedlnia. Pe 2 mai 1447, același rege a acceptat Privilegiul de la Vilnius, prin care erau oferite boierilor Lituanieni aceleași drepturi de care se bucurau șleahticii polonezi. Șleahtici polonezi din Gdańsk. Tablou de Wilhelm August Stryowski.

Șleahtici polonezi din Gdańsk. Tablou de Wilhelm August Stryowski.

- În 1454, regele Cazimir al IV-lea a aprobat Legile de la Nieszawa („statuty cerkwicko-nieszawskie”), prin care clarifica bazele legale ale seimurilor (parlamentelor) voievodale (regionale). Regele putea promulga legi noi, introduce taxe noi, ridica cuantumul celor vechi sau putea porni o acțiune militară de amploare (pospolite ruszenie) numai cu aprobarea seimurilor locale, nobilii fiind protejați împotriva abuzurilor judiciare. Aceste legi limitau puterea magnaților prin faptul că Seimul, parlamentul național, primea dreptul de a alege numeroși funcționari publici, inclusiv judecătorii, voievozii și castelanii. Aceste privilegii au fost cerute de șleahtă ca o compensație pentru participarea lor la Războiul de treizeci de ani.

Primele „alegeri libere” („wolna elekcja”) ale unui rege au avut loc în 1492. (Chiar și mai înainte, anumiți regi au fost aleși cu ajutorul unei părți a nobilimii, așa cum a fost cazul lui Kazimierz al II-lea cel Drept, prin aceasta stabilindu-se un precedent.) Doar senatorii au putut vota în alegerile din Polonia, când pe tronul țării a fost ales Jan I Olbracht. Pe toată durata existenței Dinastiei Jagiellonilor, numai membrii familiei regale puteau candida în aceste alegeri. Mai târziu, nu au mai existat restricții în alegerea candidaților.
În 1493, parlamentul național, Seimul, a început să se întâlnească din doi în doi ani la Piotrków. Parlamentul era compus din două camere:
- un Senat format din cardinali și alți demnitari și
- un Seim format din deputați („poseł”) care reprezentau parlamentele locale (seimic).

În timp, numărul de senatori și deputați a fost mărit.
- Pe 26 aprilie 1496, regele Ioan Albert a promulgat Privilegiul de la Piotrków („przywilej piotrkowski”, „konstytucja piotrkowska” sau „statuty piotrkowskie”), crescând puterile feudale ale nobililor asupra iobagilor. Iobagii au fost legați de glie și doar un singur fiu, (nu cel mai în vârstă, ca până atunci) primea dreptul să părăsească moșia. Orășenilor le era interzis să stăpânească pământ, iar pozițiile de frunte în ierarhia bisericească puteau fi acordate numai nobilimii.

- Pe 23 octombrie 1501, la Mielnik, s-a încercat reformarea Uniunii polono-lituaniene prin actul cunoscut ca Uniunea de la Mielnik (unia mielnicka, unia piotrkowsko-mielnicka). Aici a fost stabilită tradiția Seimul Încoronării („Sejm koronacyjny”). Încă o dată, nobilimea a încercat să reducă puterea magnaților printr-o lege prin care erau făcuți responsabili în fața Senatului pentru diverse abuzuri. Totuși, prin Privilegiul de Mielnik (Przywilej mielnicki) din 25 octombrie, puterea magnaților din Senatul Poloniei a fost crescută în dauna șlehtei mărunte. Șlehtei i s-a acordat dreptul să nu se supună hotărârilor regelui sau reprezentanților acestuia, („non praestanda oboedientia”), permițându-li-se să formeze confederații, practic permițându-li-se să răscoale armat împotriva monarhului sau oficialilor statului, dacă legea sau privilegiile nobiliare erau încălcate. „Puterea federației polono-lituaniene la zenit. Libertatea de Aur. Alegerile din 1573” Tablou al lui Jan Matejko.

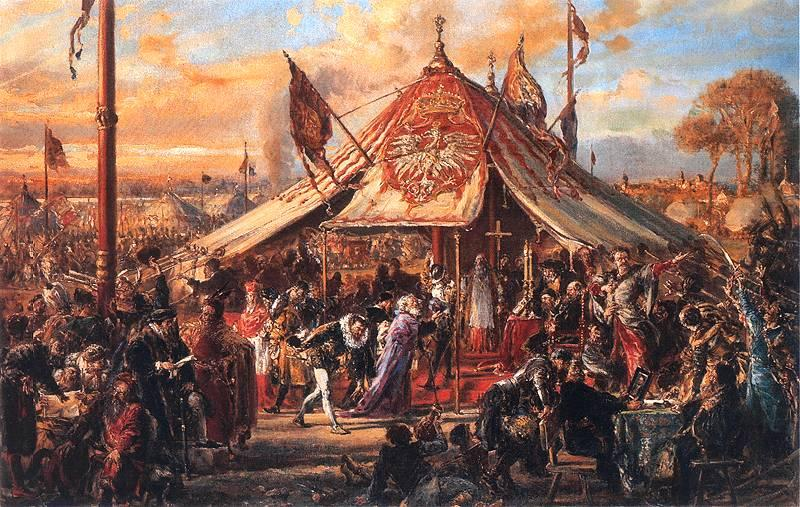
„Puterea federației polono-lituaniene la zenit. Libertatea de Aur. Alegerile din 1573” Tablou al lui Jan Matejko.

- Pe 3 mai 1505, regele Alexandru I Jagiellon a promulgat Actul „Nihil novi nisi commune consensu” („Nimic nou fără acordul nostru”). Acest act interzicea regelui să promulge vreo lege fără aprobarea reprezentanților nobilimii din adunările Seimului și Senatului, acest lucru mărind mult puterea șlehtei. Practic, acest privilegiu transfera puterea legislativă de la rege la Seim. Această dată este considerată ca început al Primei Rzeczpospolita, perioada republicii conduse de șleahtici.

- În 1520, prin Actul de la Bydgoszcz s-a garantat dreptul Seimului de a se întruni o dată la patru ani cu sau fără permisiunea regelui.

În acele timpuri, „mișcarea pentru executarea legilor” („egzekucja praw”) a început să se formeze. Membrii acestei mișcări au încercat să scadă puterea magnaților și Seimului și să întărească puterea regelui și a țării. În 1562, la ședința Seimului de la Piotrków ei au încercat să forțeze magnații să returneze moșiile pe care le aveau în folosință temporară, așa numitele moșii ale Domeniului Coroanei, moșii care ar fi trebuit să reintre în administrarea regală. În cadrul aceleiași sesiuni s-a încercat formarea unei armate regulate, (wojsko kwarciane), finațată tocmai din veniturile de pe moșiile Domeniului Coroanei. Unul dintre cei mai de seamă membri ai acestei mișcări a fost Jan Zamoyski. După dispariția acestuia în 1605, mișcarea și-a pierdut forța politică. 
Până la moartea lui Sigismund al II-lea August, ultimul rege din Dinastia Jagiellonilor, monarhii puteau fi aleși numai din rândurile membrilor familiei regale. Începând din 1573, orice șleahtic polonez sau nobil străin cu sânge regal în vine putea fi ales rege al Respospolitei. Toți regii aleși trebuiau să semneze două documente: Pacta conventa („pactele convenite”) – o confirmare a înțelegerilor preelectorale – și Articolele Henriciene (artykuły henrykowskie) – numite așa după numele primului rege liber ales, Henric de Valois. Ultimul document a servit practic pe post de constituție și conțineau legile de bază ale federației: 
- alegerea liberă a regelui;
- toleranța religioasă;
- convocarea sesiunii ordinare a Seimului o dată la doi ani;
- controlul Seimului asupra politicii externe;
- alegerea de către Seim a unui consiliu consultativ regal;
- oferirea posturilor administrative numai nobililor polonezi și lituanieni;
- stabilirea taxelor și monopolurilor numai de către Seim;
- dreptul nobililor de a nu se supune regelui care ar fi încălcat oricare dintre aceste legi.

În 1578, regele Ștefan Bathory a creat Tribunalul Coroanei pentru a reduce uriașele sarcini ale Tribunalului Regal. Prin aceasta, regele a plasat cea mai mare parte a puterilor judiciare ale monarhului în mâinile deputaților aleși ai șlehtei, întărind și mai mult puterea nobililor. În 1581, Tribunalul Coroanei a fost unit cu echivalentul lituanian, Tribunalul Lituaniei.

### Transformarea șlehtei în aristocrație
De-a lungul secolelor, membrii puternici și bogați ai șlehtei au căutat să câștige privilegii legale superioare celor ale „egalilor” lor din șleahta măruntă. Puțini șleahtici erau suficenți de bogați și puternici pentru a intra în rândurile magnaților (karmazyni — cei „purpurii”, numiți așa datorită culorii cărămizii a cizmelor lor). Un adevărat magnat trebuia să-și poată dovedi arborele genealogic pentru multe generații și să stăpânească cel puțin 20 de localități sau latifundii. El mai trebuia să ocupe o funcție publică de mare importanță în cadrul statului polono-lituanian.
Istoricii estimează proporția magnaților la 4% din numărul total al șleahticilor. Dintre cei aproximativ 1 milion de șleahtici, numai 200 – 300 de persoane puteau fi categorisiți ca mari magnați, datorită posesiunilor întinse în toată țara, cât și datorită uriașei influențe politice de care se bucurau, iar dintre aceștia, 30 – 40 puteau fi considerați ca cei cu influența hotărâtoare în politica țării. 
Magnații primeau deseori daruri din partea regilor, crescându-și astfel averile. De cele mai multe ori, aceste daruri erau de fapt drepturi de folosință temporară a unor moșii, pe care însă magnații au încercat să nu le mai cedeze proprietarului de drept, monarhul. În secolul al XVI-lea, opoziția anti-magnați printre șleahtici era cunoscută ca ruch egzekucji praw – mișcarea pentru executarea legilor – și pretindea ca toate aceste moșii să fie returnate proprietarului de drept, regele. Una dintre cele mai importante victorii ale magnaților a fost dreptul de a crea ordynacja (proprietăți care se moșteneau de la tată la ordynat, moștenitorul principal al șefului clanului), care permitea familiilor care dobândea putere și bogăție să le păstreze cu mai mare ușurință. Ordynacje-le, precum cele ale familiilor Radziwiłł, Zamoyski, Poniatowski sau Lubomirski, rivalizau deseori cu proprietățile regelui și erau o puternică bază pentru puterea magnaților. 
Odată cu împărțirile Poloniei, magnații au obținut recunoașterea pozițiilor privilegiate pe care le doriseră atâta vreme. Egalitatea dintre șleahtici a dispărut, iar sistemul legal al împărțirii puterii a fost desființat, pentru a lăsa loc numai pentru privilegiile aristocrației, șleahta măruntă fiind tratată precum cetățenii de rând, iar în cazurile extreme, precum țărani. 
Toate privilegiile șlehtei au fost în cele din urmă abolite după al doilea război mondial în timpul regimului comunist din Republica Populară Polonia.

## Cultura șlehtei
Nobilimea poloneză diferea în multe aspecte de nobilimea din alte țări. Cea mai importantă diferență era aceea că, în timp ce în cele mai multe țări europene nobilimea pierduse puterea în favoarea monarhului absolutist, în Polonia a apărut un proces invers: nobilimea a căpătat de fapt mai multă putere în defavoarea monarhului, iar sistemul politic a evoluat către o democrație parțială, și până la urmă, către anarhie. 

Șleahtice poloneze, începutul secolului al XVII-lea.

Nobilimea poloneză era de asemenea mult mai numeroasă decât nobilimea din alte țări europene, formând 8 -10% din populație, iar în zonele mai sărace ale țării, (de exemplu în Mazovia, zona din jurul Varșoviei), aproape 30%. Prin comparație, nobilimea din celelalte țări europene, cu excepția Spaniei, era în jur de 1 - 3%.
Erau mai multe căi de a ajunge la un rang nobiliar și a urca pe scara socială. Nobilimea poloneză, spre deosebire de aristocrația din Franța, nu era o clasă închisă, exclusivistă. Mulți indivizi de extracție socială modestă, inclusiv orășeni, țărani și evrei, se puteau ridica pe scara socială. De aceea, aristocrația poloneză era mult mai stabilă decât cea din alte țări, fiind scutită de tensiunile interne și de dezintegrare, fenomene care au caracterizat Revoluția Franceză, de exemplu. Fiecare șleahtic avea o influență importantă în politica națională, uneori mai importantă decât cea de care se bucură cetățenii democrațiilor moderne. Între 1652 și 1791, orice șleahtic putea anula orice hotărâre a unei sesiuni a Seimului (parlamentul național) sau Seimicului (parlamentul local) prin exercitarea dreptului individual la liberum veto, cu excepția hotărârilor luate în ședințele seimurilor confederate sau a seimicurilor confederate. 
Toți copii nobililor polonezi moșteneau statutul nobiliar de la o mamă și un tată aristocrați. Orice individ putea fi înnobilat („nobilitacja”) pentru servicii speciale aduse statului. Un nobil străin putea fi naturalizat ca șleahtic („ndygenat”) de către regele Poloniei, iar din 1641, numai de către Seimul General.

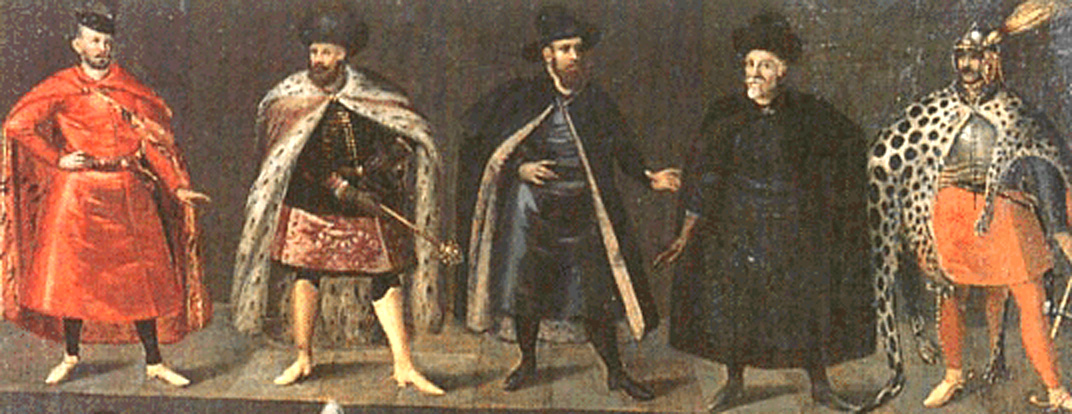
Nobili polonezi, începutul secolului al XVII-lea.

Cel puțin din punct de vedere teoretic, șleahticii polonezi, erau cu toții egali între ei. Cei mai săraci dintre ei se bucurau de aceleași drepturi ca și cei mai bogați dintre magnați. Excepțiile erau reprezentate de câteva familii privilegiate, așa cum erau Radziwiłł, Lubomirski și Czartoryski, care se mândreau cu titluri nobiliare primite de la alte curți regale străine, așa cum ar fi fost cele de „prinți” sau „conți”. Toți ceilalți șleahtici se adresau unul altuia folosind numele de botez sau formula de politețe Panie bracie (Domnule Frate) sau echivalentul feminin al acesteia. 

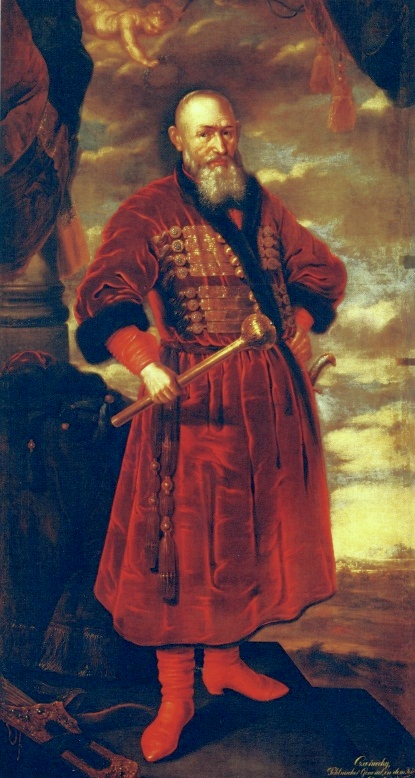
Hetmanul Ștefan Czarniecki îmbrăcat în bekiesza cărămizie. Ține în mâna dreaptă buława (buzduganul de ceremonie). Cizmele purpurii (buty karmazynowe) erau un semn al ragului și bogăției. Culoarea purpurie purtată de șleahticii bogați a dat porecla purtată de magnați, „karmazyni” – „cei purpurii/cărămizii”.

Funcție de starea financiară, șleahta era împărțită în următoarele categorii: 
- magnați: pătura celor mai bogați șleahtici,
- nobilimea mijlocie,
- mica nobilime: membrii acestei pături de nobili mărunți erau porecliți cu o grămadă de nume, uneori foarte colorate, așa cum ar fi: 
  - szaraczkowa - cei gri, nume care amintea de żupanele făcute din lână gri, nevopsită,
  - zaściankowa - zaścianek, numele unui sat al șlehtei, locuit de zagrody, sărăciții;
  - okoliczna - vecinătate, similar cu zaściankowa,
  - zagrodowa – de la zagroda, casa unui șleahtic sărac, care de cele mai multe ori nu se deosebea de locuințele țărănești,
  - zagonowa – de la zagon, o mică unitate de măsură a suprafețelor agricole,
  - cząstkowa - parțial, proprietar al unei fracțiuni dintr-o moșie deținută în devălmășie,
  - drążkowa – cei care atunci când se adunau, neavând suficiente scaune, se așezau pe garduri sau fel de fel de improvizații,
  - gołota - dezbrăcații, cei care nu stăpâneau pământuri,
  - panki - micii pani (boiernaș), termen folosit în Cașubia,
  - brukowa - cei de pe caldarâm, cei care trăiau în orașe ca orice orășean,
  - hreczkosiej - cultivatorii de hrișcă cei care-și lucrau singuri ogoarele.

### Heraldica
Articol principal: Heraldica poloneză
Blazoanele erau foarte importante pentru șleahta poloneză. Trebuie subliniat că sistemul heraldic polonez a evoluat separat de cel din Europa Occidentală și că regulile heraldice poloneze difereau mult de cele occidentale. 
Cea mai importantă diferență este aceea că, spre deosebire de sistemul heraldic european, blazonul nu „aparținea” unei familii sau unei clan, ci însemnele erau găsite pe blazoanele mai multor familii șleahtice, de cele mai multe ori, neînrudite. Ca o consecință, multe familii distincte, neînrudite, uneori până la 600 de clanuri, împărțeau același blazon. Datorită acestui fapt, numărul de blazoane era redus și nu depășea 200 la sfârșitul Evului Mediu. 
De asemenea, obiceiul occidental al diferențierii blazoanele bărbaților și cele ale femeilor, (folosind „rombul heraldic”), nu era specific Poloniei. De obicei, bărbatul moștenea blazonul de la tatăl său, sau de la membrul clanului care l-a „adoptat”, în vreme ce femeia moștenea blazonul de la mama ei, sau îl adopta pe cel al familiei soțului. De asemenea, nu se făceau deosebiri între blazoanele fraților. 

### Sarmatismul

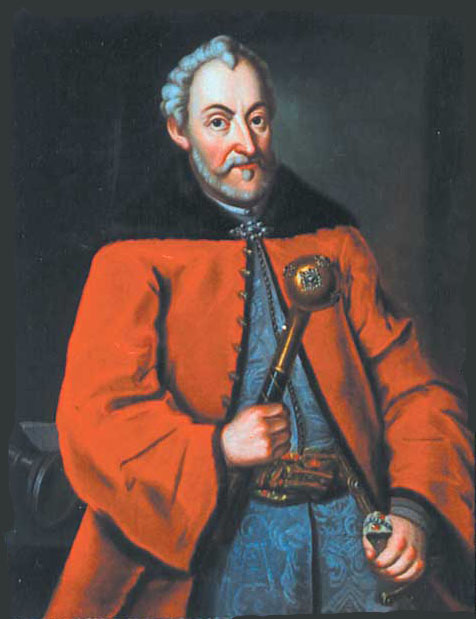
Jan Zamoyski, îmbrăcat cu delia cărămizie și żupanul din mătase albastră.

Ideologia predominantă a șlehtei era manifestată prin „Sarmatism”, al cărui nume care deriva din cel al strămoșilor presupuși ai șleahticilor, sarmații. Acest sistem de credințe a devenit o parte importantă a culturii nobililor polonezi, afectând toate aspectele vieții lor. Prin sarmatism erau păstrate cu sfințenie tradițiile vieții rurale, pacea și pacifismul. Tradițiile sarmatice explicau componența costumului nobiliar cu influențe orientale: żupan, kontusz, sukmana, pas kontuszowy și delia. Aceleași tradiții au transformat szabla (sabia) curbată (iataganul) într-un obiect obligatoriu în costumul de zi cu zi al șleahticilor. Sarmatismul a folosit la integrarea nobilimii multietnice și a creat un sentiment al unității aproape naționalist, ca și o mândrie a originilor aristocratice ale tuturor șleahticilor din perioada Libertății de Aur (złota wolność). Cunoscătorii de limbă latină erau numeroși, cei mai mulți șleahtici amestecând fără greutate cuvintele poloneze și latinești în conversația de zi de zi, („macaronism” — de la italienescul „macaroni”). 
În formele de început, idealiste, sarmatismul a părut o mișcare culturală salutară care promova credința, cinstea, mândria națională, curajul, egalitatea și libertatea. Sarmatismul punea însă o clasă socială mai presus de altele și până în cele din urmă ideologia inițială a fost denaturată. Sarmatismul târziu a transformat credința religioasă în bigotism, cinstea în naivitate politică, mândria în aroganță, curajul în îndărătnicie, libertatea și egalitatea din cadrul șlehtei în vrajbă și anarhie. 

### Credințele religioase
Mai înainte de Reformă, nobilimea poloneză era în principal catolică sau ortodoxă. Multe familii au adoptat noua credință reformată. După Contrareformă, când Biserica Romano-Catolică și-a recâștigat poziția importantă în Polonia, nobilimea devenind aproape în exclusivitate catolică, în ciuda faptului că biserica romano-catolică nu era religia majorității în Polonia, ci numai a aproximativ 40% din populație, la egalitate cu ortodocșii, restul de 20% fiind evrei sau de alte credințe. Șelahticii erau toleranți cu alte religii. Nu au existat conflicte majore bazate pe diferențele religioase, mai mult chiar, fiind cunoscute mai multe cazuri în care șleahticii au intervenit pentru aplanarea diferitelor conflicte religioase din orașe și târguri.

## Legăuri externe
- Confederația nobilimii poloneze
- Asociația nobilimii belaruse
- Asociația nobilimii lituaniene
- Aristocrația poloneză – Istoria familiilor nobile poloneze, heraldica, ordinele
- Ridicare inexorabilă la putere a șlehtei poloneze Arhivat în 16 iulie 2012, la Wayback Machine.
- Nobilimea poloneză
- Biblioteca digitală a Wielkpolskăi